# Irreligión en Nueva Zelanda
La irreligión en Nueva Zelanda se refiere a la prevalencia de la ausencia, indiferencia o rechazo de religión en el país. Incluye fenómenos como el librepensamiento, no teísmo, agnosticismo y ateísmo.
Como en la mayoría de los países europeos, tras la Segunda Guerra Mundial el país se ha convertido en altamente secular y la religión no juega un papel importante en la mayoría de la población.

## Datos empíricos

Gráfico que revela un aumento de la irreligión (verde), según avanzan los censos.

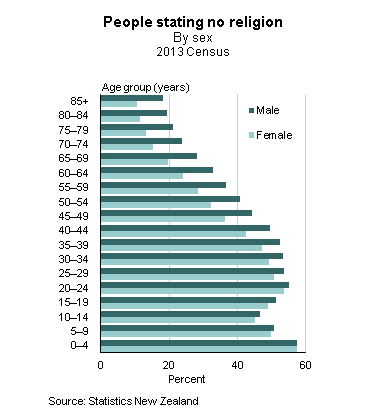
Gráfico del censo de 2013, personas por sexo y edad que declaran no tener religión. La irreligión es más alta entre los hombres y las generaciones nacidas después de 1970.

Existe un debate significativo entre los sociólogos sobre la interpretación de la tendencia al crecimiento de la irreligión. El aumento de los que indican «sin religión» se cita a menudo en apoyo a la tesis de la secularización y otra teoría dice: «los datos indican una disminución en la afiliación religiosa institucional en lugar de simplemente un aumento del ateísmo». Una encuesta de 1985 mostró que alrededor del 25% de los que respondieron «sin religión» creían en Dios y que, por el contrario, el 22% de los «cristianos» no creían en la existencia de deidades.
Statistics New Zealand recopila información sobre la afiliación religiosa en el censo quinquenal. Completar un formulario del censo es obligatorio por ley para todas las personas en Nueva Zelanda, pero los encuestados pueden oponerse a responder la pregunta de afiliación religiosa y alrededor del 6% se opone. La tendencia muestra una proporción creciente de residentes en Nueva Zelanda que declaran no tener afiliación religiosa. En el censo de 1991, el 20.2% estaban en esta categoría.

### Años 2000
En 2008 el Programa de Encuesta Social Internacional, indagando temas de creencias y prácticas religiosas, fue realizado por la Universidad Massey en Nueva Zelanda y recibió respuestas por correo de alrededor de mil neozelandeses mayores de edad. Los resultados, con un margen de error del 3%, indicaron que: el 72% de la población creía en un dios, el 15% era agnóstico y el 13% era ateo.

### Años 2010
En 2011 un informe de la Sociedad Estadounidense de Física pronosticó que Nueva Zelanda es uno de los ocho países del mundo occidental donde la religión puede desaparecer.
En 2013 Te Ara: The Encyclopedia of New Zealand señaló que se identificaron como irreligiosos:
- El 47% de los pakeha.
- El 46 % de los maoríes.
- El 30 % de los asiáticos.
- El 18% de los polinesios.
- El 17% de los árabes, latinos y negros.[11]

En el censo de 2013 el 41.9% de los neozelandeses afirmó ser «sin religión» y aumentó nuevamente al 48.2% en el censo de 2018, cuando por vez primera superaron a los religiosos.

## Activismo
La Sociedad Humanista de Nueva Zelanda y la Asociación de Humanistas y Racionalistas de Nueva Zelanda promueven una visión secular de la vida, sin referencia a las agencias sobrenaturales como uno de sus objetivos.
Una campaña similar al de los irreligiosos británicos para crear anuncios de autobús ateo, comenzó una recaudación de fondos en diciembre de 2009 y alcanzó su objetivo inicial de NZ$ 10.000 dentro de las 48 horas, lo que la convierte en una de las campañas ateas más exitosas de todos los tiempos.